# Bdallophyton americanum
Bdallophyton americanum är en tvåhjärtbladig växtart som först beskrevs av Robert Brown, och fick sitt nu gällande namn av Hermann August Theodor Harms. Bdallophyton americanum ingår i släktet Bdallophyton och familjen Cytinaceae. Inga underarter finns listade i Catalogue of Life.